# Дискография The Crystal Method
The Crystal Method — американский музыкальный дуэт, образовавшийся в 1993 году в Лос-Анджелесе, Калифорния, работающий в стилях брейкбит, электроник-рок, техно и являющийся одним из пионеров жанра бигбит. Дискография The Crystal Method состоит из пяти студийных альбомов, двадцати одного сингла, трёх ремиксовых альбомов, трёх полных саундтреков и тринадцати видеоклипов. Наиболее успешной студийной работой The Crystal Method стал дебютный альбом Vegas, который в США получил статус платинового. Следующие пластинки не превзошли коммерческий успех Vegas, однако всё равно поддерживали популярность дуэта. Так, например, альбомы Legion of Boom и Divided by Night номинировались на премию «Грэмми»  в категории «Лучший танцевальный/электронный альбом».

## Студийные альбомы
| 1997                                      | Vegas - Дата выпуска: 8 сентября 1997 - Лейбл(ы): Outpost, Geffen, BMG - Формат(ы): компакт-кассета, CD       | 92 | — | — | США: Платиновая |
| 2001                                      | Tweekend - Дата выпуска: 31 июля 2001 - Лейбл(ы): Outpost, Geffen - Формат(ы): компакт-кассета, CD, LP        | 32 | 1 | — |                 |
| 2004                                      | Legion of Boom - Дата выпуска: 13 января 2004 - Лейбл(ы): V2, BMG - Формат(ы): CD, LP                         | 36 | 1 | — |                 |
| 2009                                      | Divided by Night - Дата выпуска: 12 мая 2009 - Лейбл(ы): Tiny E - Формат(ы): CD, LP, ЦД                       | 38 | 2 | 4 |                 |
| 2014                                      | The Crystal Method - Дата выпуска: 14 января 2014 - Лейбл(ы): Tiny E - Формат(ы): CD, LP, ЦД                  | 56 | 3 | 9 |                 |
| 2018                                      | The Trip Home - Дата выпуска: 28 Сентября 2018 - Лейбл(ы): Tiny E - Формат(ы): CD, Цифровое скачивание, винил |    |   |   |                 |
| «—» значит, что не занимал место в чарте. | |    |   |   |                 |

## Альбомы ремиксов
| 2002                                      | Community Service - Дата выпуска: 23 июля 2002 - Лейбл(ы): Outpost, Ultra - Формат(ы): CD, LP                                         | 160 | 5  | 15 |  |
| 2005                                      | Community Service II - Дата выпуска: 5 апреля 2005 - Лейбл(ы): Outpost, Ultra - Формат(ы): CD, LP                                     | —   | 8  | 31 |  |
| 2007                                      | Drive: Nike + Original Run - Дата выпуска: 28 июня 2006 (iTunes Music Store) 26 июня 2007 (CD) - Лейбл(ы): Tiny E - Формат(ы): ЦД, CD | —   | 23 | —  |  |
| «—» значит, что не занимал место в чарте. | |     |    |    |  |

## Саундтреки
| Год                                       | Альбом                                                                                      | Позиция в чарте         | Сертификации (Пороги продаж) |
| Год                                       | Альбом                                                                                      | Dance/Electronic Albums | Сертификации (Пороги продаж) |
| ----------------------------------------- | ------------------------------------------------------------------------------------------- | ----------------------- | ---------------------------- |
| 1998                                      | N2O: Nitrous Oxide - Дата выпуска: 30 июня 1998 - Лейбл(ы): — - Формат(ы): CD               | —                       |                              |
| 2006                                      | Лондон - Дата выпуска: 24 февраля 2006 - Лейбл(ы): Reincarnate Music, Ultra - Формат(ы): CD | 8                       |                              |
| 2009                                      | X Games 3D: The Movie - Дата выпуска: 21 августа 2009 - Лейбл(ы): — - Формат(ы): CD, ЦД     | —                       |                              |
| «—» значит, что не занимал место в чарте. |                                                                                             |                         |                              |

## Синглы
| 1994                                      | «Now is the Time»                                                        | —  | —  | —  | —  | Неальбомный промосингл                                |
| 1996                                      | «Keep Hope Alive»                                                        | 71 | —  | —  | 14 | Vegas                                                 |
| 1997                                      | «Busy Child»                                                             | —  | —  | 33 | —  | Vegas                                                 |
| 1997                                      | «(Can’t You) Trip Like I Do» (совместно с Filter)                        | 39 | —  | —  | —  | Саундтрек к фильму Спаун и Vegas (британское издание) |
| 1998                                      | «Comin’ Back»                                                            | 73 | —  | 38 | 1  | Vegas                                                 |
| 2001                                      | «Blowout» (промосингл)                                                   | —  | —  | —  | —  | Tweekend                                              |
| 2001                                      | «Name of the Game»                                                       | —  | 22 | —  | 5  | Tweekend                                              |
| 2001                                      | «You Know It’s Hard»                                                     | —  | —  | —  | —  | Tweekend                                              |
| 2002                                      | «Wild, Sweet and Cool»                                                   | —  | —  | —  | —  | Tweekend                                              |
| 2003                                      | «Starting Over» (промосингл)                                             | —  | —  | —  | —  | Legion of Boom                                        |
| 2003                                      | «Born Too Slow»                                                          | —  | 26 | 3  | 3  | Legion of Boom                                        |
| 2004                                      | «I Know It’s You» (промосингл)                                           | —  | —  | —  | —  | Legion of Boom                                        |
| 2004                                      | «Weapons of Mass Distortion» (промосингл)                                | —  | —  | —  | —  | Legion of Boom                                        |
| 2004                                      | «Bound Too Long» (промосингл)                                            | —  | —  | —  | —  | Legion of Boom                                        |
| 2008                                      | «Name of the Game (The Crystal Method’s Big A** T.T. Mix)» (радио-сингл) | —  | —  | —  | —  | Саундтрек к фильму Солдаты неудачи                    |
| 2009                                      | «Drown in the Now» (совместно с Матисьяху)                               | —  | —  | —  | —  | Divided by Night                                      |
| 2009                                      | «Black Rainbows»(совместно со Стефани Кинг Ворфилд)                      | —  | —  | —  | —  | Divided by Night                                      |
| 2009                                      | «Come Back Clean» (совместно с Эмили Хайнс)                              | —  | —  | —  | 4  | Divided by Night                                      |
| 2010                                      | «Sine Language» (совместно с LMFAO)                                      | —  | —  | —  | —  | Divided by Night                                      |
| 2013                                      | «Emulator»                                                               | —  | —  | —  | —  | The Crystal Method                                    |
| 2013                                      | «Over It» (совместно с Диэй Фрэмтон)                                     | —  | —  | —  | —  | The Crystal Method                                    |
| «—» значит, что не занимал место в чарте. |                                                                          |    |    |    |    |                                                       |

## Другие песни и ремиксы
| Год  | Песня / Ремикс                                        | Релиз                                                                  |
| ---- | ----------------------------------------------------- | ---------------------------------------------------------------------- |
| 1996 | «Come2gether»                                         | Mortal Kombat: More Kombat                                             |
| 2002 | «Pts. Of. Athrty (The Crystal Method Remix)»          | Underground V2.0                                                       |
| 2005 | «Badass»                                              | CSII Exclusives (EP)                                                   |
| 2008 | «Now is the Time (Vote '08 Remix)»                    | Эта версия песни была доступна для загрузки c www.thecrystalmethod.com |
| 2011 | «The Grid (The Crystal Method Remix)»                 | TRON Legacy: R3C0NF1GUR3D                                              |
| 2011 | «Make Some Noise (Put 'Em Up)» (совместно с Yelawolf) | Саундтрек к фильму Живая сталь                                         |
| 2012 | «I’m Not Leaving» (совместно с Мартой Ривз)           | Re:Generation Music Project 2012                                       |

## Видеоклипы
| Год  | Песня                                | Режиссёр(ы)                         |
| ---- | ------------------------------------ | ----------------------------------- |
| 1997 | «Keep Hope Alive»                    | Даг Лайман                          |
| 1997 | «(Can’t You) Trip Like I Do»         | Флория Сигизмонди                   |
| 1997 | «Busy Child» (original version)      | Лэнс Бэнгс                          |
| 1998 | «Busy Child» (Lost in Space version) | Кларк Эдди                          |
| 1998 | «Comin’ Back»                        | Питер Кристоферсон                  |
| 2001 | «Name of the Game»                   | Маркус Сиега                        |
| 2001 | «You Know It’s Hard»                 | Маркус Сиега                        |
| 2004 | «Born Too Slow»                      | Гор Вербински                       |
| 2009 | «Drown in the Now»                   | Александре Мур и Джессика Бриллхерт |
| 2009 | «Come Back Clean»                    | Александре Мур                      |
| 2010 | «Sine Language»                      | Робби Райан                         |
| 2013 | «Over It»                            | Неизвестно                          |
| 2014 | «Sling the Decks»                    | Неизвестно                          |